# Anthelia elongata
Anthelia elongata is een zachte koraalsoort uit de familie Xeniidae. De koraalsoort komt uit het geslacht Anthelia. Anthelia elongata werd in 1933 voor het eerst wetenschappelijk beschreven door Roxas. 